# Algerian Basketball Championship
L'Algerian Basketball Championship, chiamato anche Super Division, ed in precedenza noto come ABC Super Division, è la principale lega maschile di pallacanestro in Algeria. Alla competizione prendono parte 16 squadre; le due squadre con il punteggio più basso vengono retrocesse in ABC Second Division e sostituite dalle due vincitrici dei playoff della Seconda divisione.

## Storia
Prima dell'indipendenza dell'Algeria, esistevano diversi campionati regionali gestiti dalla federazione francese. Il Campionato Algerino di Pallacanestro fu fondato nel 1962, in seguito all’indipendenza del Paese. Le prime tre edizioni furono vinte dall’ASM Oran nel 1963, 1964 e 1965. A partire dalla stagione 1965-66, i club della capitale cominciarono a dominare la competizione. L’USM Alger conquistò tre titoli (1966, 1967 e 1969), mentre il RAM Alger interruppe la loro serie vincendo il campionato nel 1968. Successivamente, il Darak El-Watani emerse come protagonista con 11 titoli, tra cui sei consecutivi tra il 1977 e il 1982. A metà degli anni Ottanta, l' MP Alger vinse quattro campionati, e di nuovo nel 1988-89 sotto il nuovo nome di MC Alger. Il WA Boufarik ottenne poi altri cinque titoli consecutivi tra il 1990 e il 1994, aggiungendone ancora altri tre tra il 1997 e il 1999. L’IRB Alger (poi rinominato OC Alger) interruppe la prima serie vincente aggiudicandosi i campionati 1994-95 e 1995-96. Inoltre, il WA Boufarik vinse anche quattro Coppe d'Algeria durante gli anni Novanta.
I GS Pétroliers dominarono i primi vent'anni del nuovo millennio, inizialmente come MC Alger, vincendo i titoli nelle stagioni 1999-2000 e 2000-01; poi ottenero quattro successi consecutivi tra il 2003 e il 2006, e un altro nel 2007-08. Con il ritorno alla denominazione GS Pétroliers, il club proseguì la sua egemonia con tre titoli consecutivi dal 2009 al 2012, interrotti da una sconfitta contro il CSM Constantine, e un'altra impressionante serie di sei titoli consecutivi dal 2013 al 2019, fino all’interruzione causata dalla pandemia di COVID-19.
Nella stagione 2006-07 parteciparono sei squadre: WA Boufarik, CRB Dar El-Beida, WB Aïn Bénian, AS PTT Alger, MC Alger e NB Staouéli. Durante una partita dei playoff di un mini-campionato contro il DRB Staouéli, il MC Alger abbandonò il campo al sesto minuto del secondo quarto, con il punteggio di 28–21 a favore del DRB. L'arbitro Noureddine Chachoua assegnò la vittoria a tavolino al DRB Staouéli, che vinse così il suo primo campionato. Due stagioni dopo, l’AS PTT Alger conquistò anch’essa il titolo, battendo i GS Pétroliers in un torneo playoff a Hydra. All’intervallo il punteggio era 45–31, e arrivò fino all’81–81 a tre secondi dalla fine: Faycal Belkhodja segnò da tre, regalando la vittoria ai GS Pétroliers.
Il sistema della finale al meglio delle tre partite, assente per buona parte dei primi anni 2000, fu reintrodotto nella stagione 2010-11. I GS Pétroliers vinsero agevolmente in finale contro il CRB Dar Beida. In seguito, il formato cambiò nuovamente: un torneo con 16 club, ciascuno dei quali disputava 30 partite; la squadra con più punti era proclamata campione. I GS Pétroliers batterono l’US Sétif per 107–65, ottenendo il secondo titolo consecutivo e la seconda Coppa d’Algeria consecutiva.
La stagione 2012-13 introdusse un ulteriore cambiamento: venti squadre parteciparono, con l’ingresso di quattro nuovi club, divisi nei gruppi A e B, ciascuno impegnato in 18 partite nella prima fase. Le prime quattro squadre di ciascun gruppo accedevano ai playoff, mentre le altre lottavano per evitare la retrocessione. Il CSM Constantine superò i GS Pétroliers per 2-1 in finale, vincendo il titolo per la prima volta. Tuttavia, all’inizio della stagione successiva, il club perse gran parte dei suoi giocatori chiave e i GS Pétroliers tornarono a dominare, vincendo quattro titoli consecutivi e altrettante Coppe d’Algeria. Grazie al sostegno dello sponsor Sonatrach, i GS Pétroliers furono l’unico club a non affrontare problemi finanziari durante i primi anni 2010.

## Squadre attuali
Di seguito l'elenco delle 14 squadre che hanno partecipato all'edizione 2024-2025:
NA Hussein Dey

USM Alger

MC Alger

NB Staouéli

Gué Constantine

TRA Draria

Ouled Chebel

| Squadra               | Città              | Arena                                 |
| --------------------- | ------------------ | ------------------------------------- |
| WA Boufarik           | Boufarik           | Salle Moussa Charef                   |
| NB Staouéli           | Staoueli           | Salle de Staouéli                     |
| CSC Djasr Kasentina   | Djasr Kasentina    | Salle omnisport de Douéra             |
| NA Hussein Dey        | Algeri             | Salle Mohamed Handjer                 |
| TRA Draria            | Draria             | Salle OMS Ghazali Salem (Ouled Fayet) |
| CR Beni Saf           | Hammam Bou Hadjar  | Salle OMS Larbi Bendjerid             |
| OS Bordj Bou Arréridj | Bordj Bou Arreridj | Salle omnisports du 18 Février        |
| MC Algeri             | Hydra              | Salle OMS Abdelaziz Ben Tifour        |
| USM Algeri            | Algeri             | Salle Rais Hamidou                    |
| Rouiba CB             | Rouïba             | Salle Mohamed Kadiri                  |
| USM Blida             | Blida              | Salle Hocine Chalane                  |
| Ouled Chebel          | Ouled Chebel       | Salle OMS Boualem Bouhedja            |
| Olympique Batna       | Batna              |                                       |
| CS Tlemcen            | Tlemcen            | Salle OMS Kara Zaitri Imama           |

## Albo d'oro
Di seguito è riportato l’elenco dei campioni del Campionato Algerino di Pallacanestro a partire dalla prima edizione nel 1962-63. Storicamente, MC Alger e WA Boufarik sono stati rivali a causa dell’elevato numero di titoli conquistati da entrambe le squadre.
- 1962–63:  ASM Oran
- 1963–64:  ASM Oran (2)
- 1964–65:  ASM Oran (3)
- 1965–66:  USM Algeri
- 1966–67:  USM Algeri (2)
- 1967–68:  RAM Algeri
- 1968–69:  USM Algeri (3)
- 1969–70:  Darak El Watani
- 1970–71:  CSS Kouba
- 1971–72:  Darak El Watani (2)
- 1972–73:  Darak El Watani (3)
- 1973–74:  Darak El Watani (4)
- 1974–75:  Darak El Watani (5)
- 1975–76:  OC Algeri
- 1976–77:  Darak El Watani (6)
- 1977–78:  Darak El Watani (7)
- 1978–79:  Darak El Watani (8)
- 1979–80:  Darak El Watani (9)
- 1980–81:  Darak El Watani (10)
- 1981–82:  Darak El Watani (11)
- 1982–83:  MC Algeri
- 1983–84:  MC Oran
- 1984–85:  MC Algeri (2)
- 1985–86:  MC Algeri (3)
- 1986–87:  MC Algeri (4)
- 1987–88:  OC Algeri (2)
- 1988–89:  MC Algeri (5)
- 1989–90:  WA Boufarik
- 1990–91:  WA Boufarik (2)
- 1991–92:  WA Boufarik (3)
- 1992–93:  WA Boufarik (4)
- 1993–94:  WA Boufarik (5)
- 1994–95:  OC Algeri (3)
- 1995–96:  OC Algeri (4)
- 1996–97:  WA Boufarik (6)
- 1997–98:  WA Boufarik (7)
- 1998–99:  WA Boufarik (8)
- 1999–00:  MC Algeri (6)
- 2000–01:  MC Algeri (7)
- 2001–02:  WA Boufarik (9)
- 2002–03:  MC Algeri (8)
- 2003–04:  MC Algeri (9)
- 2004–05:  MC Algeri (10)
- 2005–06:  MC Algeri (11)
- 2006–07:  NB Staouéli
- 2007–08:  MC Algeri (12)
- 2008–09:  ASPTT Alger
- 2009–10:  GS Pétroliers (13)
- 2010–11:  GS Pétroliers (14)
- 2011–12:  GS Pétroliers (15)
- 2012–13:  CSM Constantine
- 2013–14:  GS Pétroliers (16)
- 2014–15:  GS Pétroliers (17)
- 2015–16:  GS Pétroliers (18)
- 2016–17:  GS Pétroliers (19)
- 2017–18:  GS Pétroliers (20)
- 2018–19:  GS Pétroliers (21)
- 2019–20: cancellata a causa della pandemia da COVID-19
- 2020–21: cancellata a causa della pandemia da COVID-19
- 2021–22:  NB Staouéli (2)
- 2022–23:  USM Algeri (4)
- 2023–24:  WA Boufarik (10)
- 2024–25:  NB Staouéli (3)

## Titoli per Squadra
| Squadra                  | Titoli | Edizioni vinte |
| ------------------------ | ------ | --- |
| MC Algeri/ GS Pétroliers | 21     | 1983, 1985, 1986, 1987, 1989, 2000, 2001, 2003, 2004, 2005, 2006, 2008, 2010, 2011, 2012, 2014, 2015, 2016, 2017, 2018, 2019 |
| Darak El Watani          | 11     | 1970, 1972, 1973, 1974, 1975, 1977, 1978, 1979, 1980, 1981, 1982                                                             |
| WA Boufarik              | 10     | 1990, 1991, 1992, 1993, 1994, 1997, 1998, 1999, 2002, 2024                                                                   |
| USM Algeri               | 4      | 1966, 1967, 1969, 2023 |
| OC Algeri                | 4      | 1976, 1988, 1995, 1996 |
| ASM Oran                 | 3      | 1963, 1964, 1965 |
| NB Staouéli              | 3      | 2007, 2022, 2025 |
| RAM Algeri               | 1      | 1968 |
| MC Oran                  | 1      | 1984 |
| ASPTT Alger              | 1      | 2009 |
| CSM Constantine          | 1      | 2013 |
| CSS Kouba                | 1      | 1971 |